# چرخندزایی

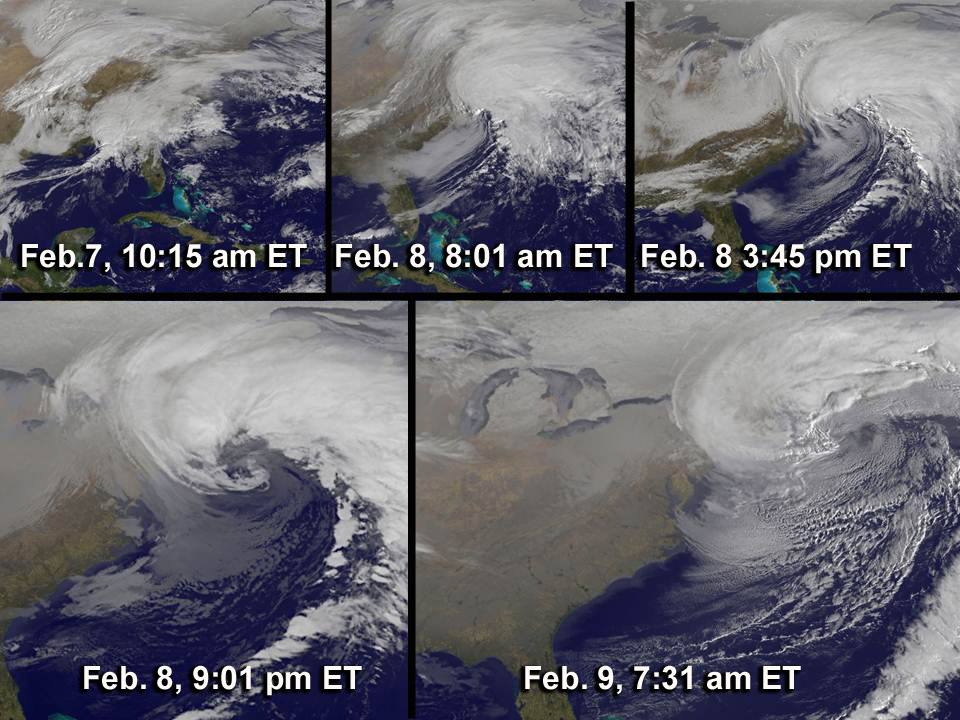
تصاویر ماهواره GOES 13 نشان‌دهنده گسترش یک نوریستر طی چند روز است.

چرخندزایی (انگلیسی: Cyclogenesis)، به گسترش و قدرت‌گیری گردش چرخندی در یک مرکز کم‌فشار گفته می‌شود. چرخندزایی یک اصطلاح گسترده‌است که برای تشریح حداقل سه فرایند به‌کار می‌رود که همه آن‌ها منجر به توسعه و گسترش یکی از انواع چرخند در هر اندازه‌ای از ریزمقیاس تا مقیاس سینوپتیک می‌شود.
- چرخندهای حاره‌ای یا توفند به‌دلیل گرمای نهان ناشی از فعالیت قابل‌توجه رعد و برق شکل گرفته و یک هسته گرم را ایجاد می‌کنند.
- چرخندهای برون‌حاره‌ای به شکل موج‌هایی در امتداد جبهه هوا و پیش از این‌که بعداً در چرخه زندگی خود به‌عنوان چرخندهای هسته سرد بسته‌شود، شکل می‌گیرند.
- میان‌چرخند‌ها به‌شکل چرخندهای هسته گرم بر روی خشکی شکل می‌گیرند و می‌توانند باعث شکل‌گیری پیچند شوند. پیچندهای دریایی نیز می‌توانند در نتیجه میان‌چرخندها پدید آیند، اما اغلب از محیط‌های با ناپایداری بالا و چینش پایین عمودی باد ایجاد می‌شوند.

چرخندزایی به فرایندی گفته می‌شود که در آن گردش چرخندی (یعنی چرخش خلاف جهت عقربه‌های ساعت در نیم‌کره شمالی و در جهت عقربه‌ها در نیم‌کره جنوبی) در یک مرکز کم‌فشار جوی شکل می‌گیرد یا شدت می‌یابد.
این پدیده بخشی کلیدی از سیناپتیک هواشناسی (مطالعهٔ مقیاس‌های بزرگ جو) بوده و نقش مهمی در تشکیل انواع سیستم‌های آب‌وهوایی، به‌ویژه توفان‌ها و بارندگی‌های شدید، ایفا می‌کند.
اصطلاح «چرخندزایی» می‌تواند به سه فرایند اصلی اطلاق شود که در ادامه شرح داده می‌شوند. هرکدام از این فرآیندها در مقیاس‌های مختلف (از ریزمقیاس تا مقیاس سینوپتیک) قابل مشاهده‌اند.

## انواع چرخندزایی و چرخندهای مربوطه

### ۱. چرخندزایی حاره‌ای (Tropical Cyclogenesis)
- این نوع چرخند در مناطق گرمسیری و بالای اقیانوس‌های گرم تشکیل می‌شود.
- منبع اصلی انرژی آن، گرمای نهان ناشی از تراکم بخار آب در توده‌های عظیم ابرهای کومولونیمبوس است.
- با تقویت رعد و برق و افزایش همرفت، یک هسته گرم شکل می‌گیرد که باعث کاهش شدید فشار در مرکز چرخند و افزایش چرخش می‌شود.
- نمونهٔ بارز آن، توفند (Hurricane / Typhoon) است.

### ۲. چرخندزایی برون‌حاره‌ای (Extratropical Cyclogenesis)[۳]
- این نوع در عرض‌های میانه و بالا، یعنی خارج از مناطق حاره‌ای، ایجاد می‌شود.
- معمولاً به‌صورت موج‌هایی روی جبهه‌های هوا (Fronts) آغاز شده و سپس به چرخندهای هسته‌سرد تبدیل می‌شوند.
- این چرخندها نیروی خود را از اختلاف دما بین هوای گرم و سرد (یعنی جبهه‌ها) می‌گیرند.
- از عوامل کلیدی در سیستم‌های آب‌وهوایی معتدل و بارش‌های گسترده هستند.

### ۳. میان‌چرخندزایی (Mesocyclogenesis)
- در مقیاس کوچک‌تر رخ می‌دهد و معمولاً منجر به تشکیل چرخندهای هسته گرم روی خشکی می‌شود.
- می‌تواند باعث شکل‌گیری پیچند (Tornado) یا پیچند دریایی (Waterspout) شود.
- شرایط لازم برای آن، ناپایداری شدید جوی و برش قائم قوی باد است.
- معمولاً در طوفان‌های ابرسلولی یا سیستم‌های همرفتی رخ می‌دهد.

## عوامل مؤثر بر چرخندزایی
| عامل                       | تأثیر                                  |
| -------------------------- | -------------------------------------- |
| گرادیان دمایی              | ایجاد اختلاف فشار و آغاز چرخش در جو    |
| رطوبت کافی                 | فراهم کردن انرژی از طریق تراکم بخار آب |
| نابرجایی جوی (Instability) | افزایش همرفت و گسترش توده‌های ابر       |
| برش عمودی باد (Wind Shear) | کمک به سازمان‌یافتگی چرخش عمودی         |
| نیروی کوریولیس             | جهت‌دهی به چرخش و تفکیک مرکز کم‌فشار     |

## اهمیت پیش‌بینی چرخندزایی
تشخیص و پیش‌بینی دقیق چرخندزایی، به‌ویژه از نوع حاره‌ای و میان‌چرخندی، در هواشناسی عملیاتی اهمیت زیادی دارد.
با استفاده از مدل‌های عددی و داده‌های ماهواره‌ای، سازمان‌های هواشناسی می‌توانند:
- هشدارهای به‌موقع برای توفان‌ها صادر کنند.
- مسیر و شدت سیستم‌های آب‌وهوایی را برآورد کنند.
- جان انسان‌ها و زیرساخت‌ها را از آسیب‌های اقلیمی محفوظ دارند.